# Кіргішани
Кіргіша́ни (рос. Киргишаны) — село у складі Бісертського міського округу Свердловської області.
Населення — 360 осіб (2010, 431 у 2002).
Національний склад станом на 2002 рік: росіяни — 94 %.